# Konstantin Rakutin
Konstantín Ivánovich Rakutin (ruso: Константин Иванович Ракутин), (Novinki, Óblast de Nizhni Nóvgorod el 21 de mayo de 1901 - Semliovo, Óblast de Smolensk el 7 de octubre de 1941). Fue un Mayor General de la NKVD.
Nació en la aldea Novinki del actual raión Vachski, en la óblast de Nizhni Nóvgorod. Ingresó en el Ejército Rojo en 1919. Participó en la Guerra Civil Rusa en el 473 de Infantería del Frente Occidental, y después fue destinado al Extremo Oriente.
En 1929 sirvió con las tropas fronterizas del Extremo Oriente. En 1931 se graduó en la Escuela Superior de Fronteras, y en 1936, en la Academia Militar Frunze, dando clases a las escuelas militares. Al 1938-39 es Cabeza de las Tropas de Frontera en Bielorrusia. En 1939 es nombrado Cabeza de Estado Mayor de las Tropas Fronterizas del NKVD en Leningrado; en 1940, General Comandante de las Tropas Fronterizas del NKVD de Leningrado y desde julio de 1940, General Comandante de las Tropas Fronterizas del NKVD Báltico.
Participó en el Gran Guerra Patriótica desde el inicio. Desde 1941 fue Cabeza de Seguridad de la Retaguardia del Frente Noroeste, participando en las defensas de Liepāja, Tallin y de otras ciudades del Báltico, y comandante de los 31.º y 24.º Ejércitos. Bajo su dirección, los soldados del 24.º Ejército rompen el sistema defensivo del enemigo y liberan la ciudad de Elnju (los soldados del 24.º Ejército se convirtieron en el 4.º Ejército de la Guardia.
Murió el 7 de octubre de 1941 durante la Ofensiva de Yelnia en la aldea Semliovo de la óblast de Smolensk. En 1996 sus restos fueron trasladados a Moscú.
El 5 de mayo de 1990 fue nombrado Héroe de la Unión Soviética a título póstumo, mediante el Decreto nº.114 del Presidente de la URSS Mijaíl Gorbachov, por la dirección exitosa de sus unidades, así como por su valor personal y heroísmo, unido a la Orden de Lenin que ya tenía.
- Datos: Q2453953
- Multimedia: Konstantin Rakutin / Q2453953